# Laholmsbuktens sanddynsreservat
Laholmsbuktens sanddynsreservat este o arie protejată (arie specială de conservare — SAC, sit de importanță comunitară — SCI, arie de protecție specială avifaunistică — SPA) din Suedia întinsă pe o suprafață de 676,5 ha, integral pe uscat.

## Localizare
Centrul sitului Laholmsbuktens sanddynsreservat este situat la coordonatele 56°32′00″N 12°57′19″E / 56.5332°N 12.9553°E.

## Înființare
Situl Laholmsbuktens sanddynsreservat a fost declarat sit de importanță comunitară în decembrie 1995 pentru a proteja 1 specie de plante și 4 specii de animale. Alte tipuri de protecție:
- arie de protecție specială avifaunistică (în decembrie 1996)[2]
- arie specială de conservare (în martie 2011)[1][3][4]

## Biodiversitate
Situată în ecoregiunile continentală și marină Atlantică, aria protejată conține 13 habitate naturale: Vegetație psamofilă uscată cu Calluna și Empetrum nigrum, Dune cu Salix repens ssp. argentea (Salicion arenariae), Dune de coastă fixe cu vegetație erbacee („dune gri”), Pajiști umede nord-atlantice cu Erica tetralix, Vegetație psamofilă uscată cu pășuni deschise de Corynephorus și Agrostis, Dune fixe decalcificate cu Empetrum nigrum, Dune mobile cu vegetație embrionară, Dune mobile de-a lungul țărmului cu Ammophila arenaria („dune albe”), Dune împădurite din regiunile atlantică, continentală și boreală, Mlaștini turboase de tranziție și turbării mișcătoare, Depresiuni intradunale umede, Mlaștini împădurite, Păduri aluvionare cu Alnus glutinosa și Fraxinus excelsior (Alno-Padion, Alnion incanae, Salicion albae).
La baza desemnării sitului se află mai multe specii protejate:
- plante (1): Bryhnia novae-angliae
- păsări (4): fâsă-de-câmp (Anthus campestris), caprimulg (Caprimulgus europaeus), ciocănitoare neagră (Dryocopus martius), ciocârlie de pădure (Lullula arborea)